# منتخب الصين للباندي للسيدات
منتخب الصين الوطني للباندي للسيدات هو ممثل الصين الرسمي في المنافسات الدولية في الباندي للسيدات.